# Manolis Gialourakis
Manolis Gialourakis (în greacă Μανώλης Γιαλουράκης, n. 1921, Alexandria, Egipt – d. 7 martie 1987, Atena, Grecia) a fost scriitor, jurnalist și critic literar grec.

## Biografie
S-a născut în 1921 în orașul Alexandria din Egipt, unde a trăit până în 1965, fiind descendent al unei familii de origine cretană. Acolo a lucrat ca jurnalist și editorialist la ziarul de limbă greacă Epifarmis și Tahridromos, publicând recenzii de carte și articole pe subiecte literare. În 1966 s-a mutat la Atena, unde a lucrat la mai multe edituri și a fost redactor la Noua enciclopedie greacă și la Marea enciclopedie de literatură neogreacă. A fost membru și vicepreședinte în 1965 a Societății Scriitorilor Greci. A murit la Atena în 7 martie 1987. Biblioteca locală din Voulismeni Lasithi, regiunea lui de origine, îi poartă numele.

## Opera literară
El a publicat primele sale scrieri în revistele Neoellinika Grammata și Driros, precum și în revista studențească Mathitikos Kalamos. Opera sa literară este alcătuită din romane, eseuri și însemnări de călătorie. A realizat, de asemenea, traduceri ale unor texte literare scrise de Stendhal, Voltaire, Flaubert, Pirandello și Μaurois. Impresiile sale de călătorie în Creta au obținut în 1961 Premiul de Stat pentru literatură de călătorie. Printre scrierile sale se numără următoarele:
- Δρόμοι του Νότου, 1950
- Παρίσι, 1956
- Κάιρο, 1957
- Πέτρος Μάγνης, 1957
- Πέτρες και χώματα, 1957
- Ο Καβάφης του κεφαλαίου Τ, 1959
- Σινά, 1960
- Κρήτη, 1960
- Ιστορία των ελληνικών γραμμάτων στην Αίγυπτο, 1962
- Αλεξάνδρεια, 1963
- Καζαντζάκης, 1964
- Η μεγάλη απόφαση, 1966
- Η Αίγυπτος των Ελλήνων, 1967
- Η Αλεξάνδρεια του Καβάφη, 1974

## Legături externe
- Μανώλης Γιαλουράκης στον Πανδέκτη, του Εθνικού Ιδρύματος Ερευνών.
- Άρθρα του Μανώλη Γιαλουράκη Arhivat în 23 noiembrie 2018, la Wayback Machine. στη Νέα Εστία.